# Joachim Schmid

Joachim Schmid

Joachim Schmid (* 21. Mai 1955 in Balingen) ist ein deutscher Künstler, Fotograf und Autor von Künstlerbüchern.

## Leben
Joachim Schmid studierte von 1976 bis 1981 Visuelle Kommunikation an der Fachhochschule für Gestaltung Schwäbisch Gmünd (heute Hochschule für Gestaltung Schwäbisch Gmünd) und an der Hochschule der Künste Berlin (heute Universität der Künste Berlin). Er lebt und arbeitet als Bildender Künstler, Fotograf und Kritiker in Berlin.

## Werk
Viele Arbeiten Schmids basieren auf gefundenen Fotografien, für seine Arbeitsweise prägte er 1989 das Motto „Keine neuen Fotos, bis die alten aufgebraucht sind“. Für sein umfangreichstes Werk „Bilder von der Straße“ sammelt er von 1982 bis 2012 alle im öffentlichen Raum gefundenen Fotografien. In seinem Beitrag zu dem Buch Joachim Schmid e le fotografie degli altri prägte der italienische Künstler und Theoretiker Franco Vaccari den Gattungsbegriff Lumpenfotografie für die Arbeit Schmids.
Schmids Arbeiten wurden in zahlreichen Einzel- und Gruppenausstellungen im In- und Ausland gezeigt und befinden sich in den Sammlungen mehrerer Museen (Folkwang Museum Essen, Nederlands Fotomuseum Rotterdam, San Francisco Museum of Modern Art, Stedelijk Museum Amsterdam). Anlässlich seiner ersten Retrospektive im Frances Young Tang Teaching Museum and Art Gallery in Saratoga Springs, New York erschien im Steidl-Verlag die umfangreiche Monographie Joachim Schmid Photoworks 1982–2007.
Von 1982 bis 1987 war Schmid Herausgeber, Verleger und Hauptautor der Zeitschrift Fotokritik. Nachdem er die Zeitschrift einstellte, veröffentlichte er eine Vielzahl von Künstlerbüchern. 2009 gründete er ABC Artists’ Books Cooperative, ein internationales Netzwerk von und für Künstler, die Print-on-demand-Künstlerbücher erstellen.
2014 produzierte die Hillmann Photography Initiative am Carnegie Museum of Art in der Reihe The Invisible Photograph die Dokumentation Discarded: Joachim Schmid and the Anti-Museum über seine Arbeit.

## Einzelausstellungen (Auswahl)
- 2000: Galerie Alain Gutharc, Paris
- 2001: The Museum of Contemporary Photography, Chicago
- 2003: foam Fotografiemuseum Amsterdam
- 2004: PHotoEspaña, Madrid
- 2005: Galerie Alain Gutharc, Paris
- 2007: The Frances Young Tang Teaching Museum and Art Gallery at Skidmore College, Saratoga Springs, New York
- 2007: The Photographers’ Gallery, London
- 2007: Yerba Buena Center for the Arts, San Francisco
- 2007: Nederlands Fotomuseum, Rotterdam
- 2008: BildMuseet Umeå, Umeå
- 2008: Galerie Alain Gutharc, Paris
- 2008: Les Rencontres d’Arles
- 2011: Fotohof Salzburg
- 2012: Galerie Zephyr, Mannheim
- 2012: Museo di Fotografia Contemporanea, Cinisello-Balsamo, Mailand
- 2014: Galerie Alain Gutharc, Paris
- 2015: Occurrence, Montreal
- 2015: P420 Arte Contemporanea, Bologna
- 2016: Station Kasseler Fotoforum, Kassel
- 2016: Hollybush Gardens, London
- 2017: Galerie Block C, Groningen
- 2019: Galeria Jaqueline Martins, São Paulo
- 2021: P420, Bologna
- 2023: Goethe-Institut, Sofia

## Bücher von und über Joachim Schmid
- Joachim Schmid: A meeting on holiday. Amsterdam: NEROC'VGM, 2003, ISBN 90-808285-4-8
- Joachim Schmid: Art Peace China Daily, Berlin, 2018
- Joachim Schmid: Bilder von der Straße, Berlin, Edition Fricke & Schmid, 1994, ISBN 3-927365-28-9
- Joachim Schmid: Bilderbuch, Berlin/Mannheim, 2012
- Joachim Schmid: Bilderbuch 2.0, Berlin, 2017
- Joachim Schmid: E-Book, Berlin, 2016
- Joachim Schmid: Erste allgemeine Altfotosammlung, Berlin, Edition Fricke & Schmid, 1991, ISBN 3-927365-20-3
- Joachim Schmid: Fotobuch, Berlin, 2018
- Joachim Schmid: Il Mare, Zerpenschleuse, 2019
- Joachim Schmid: Kunst gegen Essen, Berlin, Edition Fricke & Schmid, 1996, ISBN 3-927365-31-9
- Joachim Schmid: Lambe Lambe, Barcelona und Mexiko-Stadt, Editorial RM, 2014, ISBN 978-84-16282-00-5
- Joachim Schmid: Main Street, Berlin, 2015
- Joachim Schmid: Naked Lunch Remix, Zerpenschleuse, 2022
- Joachim Schmid: On Photography, Zerpenschleuse, 2021
- Joachim Schmid: One Day in May, Berlin, 2014
- Joachim Schmid: Photographs I did not make, Zerpenschleuse, 2023
- Joachim Schmid: Sinterklaas ziet alles, Rotterdam, Nederlands Foto Instituut, 1998, ISBN 90-76085-08-0
- Joachim Schmid: The Coach House / An Inventory, Breda, Graphik Design Museum, 2011
- Joachim Schmid: The Watch, Zerpenschleuse, 2020
- Joachim Schmid: Very Miscellaneous, Maidstone, Photoworks, 1997, ISBN 0-9517427-3-6
- Joachim Schmid: Viaggio in Italia, Bologna, P420, 2015, ISBN 978-88-98476-07-7
- Joachim Schmid: Vom Gehen, Berlin, 2017
- Joachim Schmid: X Marks the Spot, Berlin, 2013
- Stephen Bull: Joachim Schmid. Traballos Fotográficos 1982–2002, Vigo, Centro de Estudos Fotográficos, 2002, ISBN 84-87882-21-8
- Gordon MacDonald und John S. Weber: Joachim Schmid. Photoworks 1982–2007, Brighton, Photoworks und Göttingen, Steidl, 2007, ISBN 978-3-86521-394-5
- Elisabeth Tonnard: Joachim Schmid Works, Leerdam, 2016
- Roberta Valtorta: Joachim Schmid e le fotografie degli altri, Mailand, Johan & Levi, 2012, ISBN 978-88-6010-094-8

## Texte über Joachim Schmid
- Frits Gierstberg: No more photos please! Perspektief, No. 41, S. 58–66, Rotterdam 1991
- Ulf Erdmann Ziegler: Geschliffen bis zur Unkenntlichkeit: Joachim Schmid, in Magische Allianzen: Fotografie und Kunst, Regensburg 1996
- Rolf Sachsse: Joachim Schmid's Archiv. History of Photography, Vol. 24, No. 3, p. 255–261. Oxford, Autumn 2000
- Lech Lechowicz: Collections that restore the utility of found photographs, in: Alexander Honory, The Private Institute of Contemporary Family Photography / Joachim Schmid, The Institute for the Reprocessing of Used Photographs, Galeria FF, Łódź 2001
- Laura Thompson: Turning Photo-Trash into Art Treasure. F Newsmagazine, Chicago, September 2001
- Mark Durden: Photography, Anonymity and the Archive: Joachim Schmid. Parachute, No. 109, S. 114–127. Montreal, 2003
- Elizabeth Edwards: Joachim Schmid – Belo Horizonte, Praça Rui Barbosa. Photoworks, S. 36–39, Brighton, Spring/Summer 2005
- Joan Fontcuberta: Archive Noise. Photoworks, S. 64–69. Brighton, Spring/Summer 2005
- Simone Menegoi: I am not a photographer. MOUSSE contemporary art magazine, S. 24–27, Mailand, September 2007
- Sarah Andress: The Accidental Predator. Art on Paper Vol. 12, No. 2, S. 34–35, New York, November 2007
- Joël Vacheron: Tausend Himmel et principe d’equivalence. Tausend Himmel and the Equivalence Principle. Volume, No. 1, S. 76–83, Paris, June 2010
- Mireille Ribière: Georges Perec/Joachim Schmid: tentative de description d’un projet de livre d’artistes. Cahiers Georges Perec No. 10, S. 227–252, Bordeaux 2010
- Bill Kouwenhoven: Lost & Found. British Journal of Photography, Vol. 158, No. 7793, London 2011
- Natalia de León: El arribo del arte contemporáneo a la fotografía. Dossier No. 33, Montevideo 2012
- Geoffrey Batchen: Observing by Watching: Joachim Schmid and the Art of Exchange. Aperture No. 210, New York 2013
- Mark Durden, “Lost in Fascination”, in Archivo. Photography 2012, Porto 2013
- Marco Bohr, “Appropriation & Voyeurism in Self-Published Photobooks”, in The Book Is Alive, Sheffield 2013
- Susana Martins, Photography as Anti-Museum? Conflicting museological concepts in the work of Joachim Schmid. Photographies, vol. 7, issue 2, 2014
- Valentine Plisnier, Joachim Schmid, un explorateur en photographie. Camera No. 8, Paris, Nov 2014
- Robert Shore, Orphans in the Storm. Elephant No. 21, London, winter 2015